# Grabówka (województwo łódzkie)
Grabówka – wieś w Polsce położona w województwie łódzkim, w powiecie sieradzkim, w gminie Burzenin.
W latach 1954–1968 wieś należała i była siedzibą władz gromady Grabówka, po jej zniesieniu w gromadzie Kamionka. W latach 1975–1998 miejscowość administracyjnie należała do województwa sieradzkiego. 
Wieś w dokumentach pisanych pojawiła się w 1425 r. Wchodziła wówczas w skład klucza majaczewickiego, należącego do rodziny Majaczewskich herbu Poraj. W XVII w. zbudowano w południowej części wsi na kopcu drewniany dwór, do którego wchodziło się przez mostek. Dwór zbudowany był z drewna kostkowego, kryty słomą. Komin obity był dranicami. Obok dworu stały trzy kurniki i inne zabudowania gospodarcze. W połowie XIX w. mieszkało tu 127 osób. 
We wsi jest sklep, stacja uzdatniania wody, punkt sprzedaży nawozów sztucznych i jednostka OSP, która posiada trzy samochody bojowe i strażnicę, rozbudowaną w latach 2000–2006. 
1 lipca 2000 r. została erygowana parafia pw. Matki Boskiej Częstochowskiej.